# Associação Empresarial de Portugal

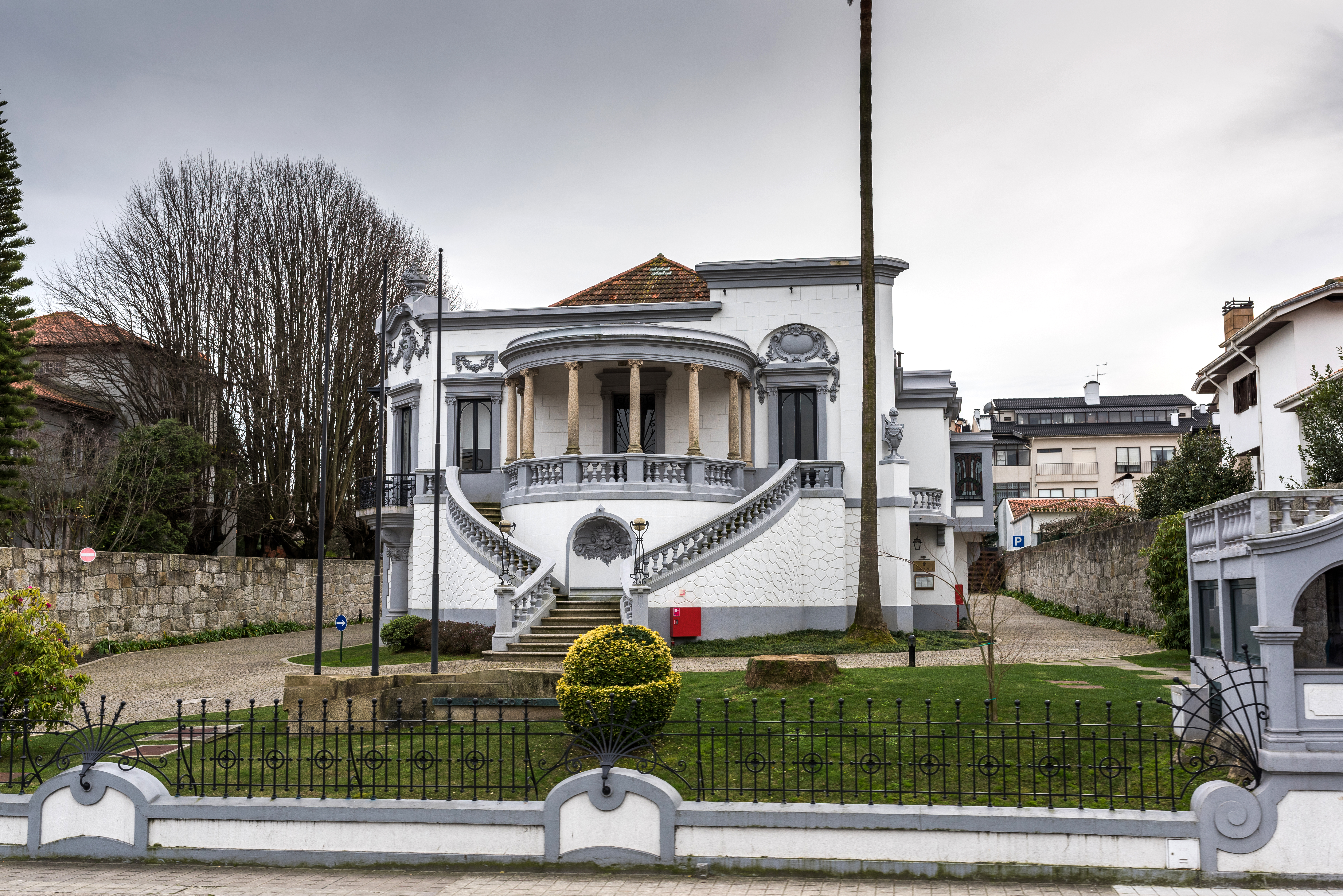
Sede e restaurante da Associação Empresarial de Portugal, no Porto

A AEP - Associação Empresarial de Portugal, Câmara de Comércio e Indústria MHIH • MHM • MHMAI • MHC é uma associação multisectorial, de âmbito nacional, sediada na cidade do Porto e fundada em 3 de maio de 1849 por José Vitorino Damásio e outros homens de negócio da região, com a designação de Associação Industrial Portuense.
Para a AEP, a gestão do relacionamento com os seus parceiros estratégicos assenta numa visão de longo prazo, de criação de valor. Para tal, desenvolve um conjunto de acções em prol do desenvolvimento, prestando serviços às empresas nos domínios das feiras e exposições, congressos, consultoria, formação profissional, missões empresariais, promoção de negócios e investimentos. A AEP está organizada segundo um modelo empresarial, constituído por unidades de negócio, capazes de servirem os seus associados e a economia nacional. Dentre as instituições que compõem o chamado Grupo AEP, temos: 
- AEP Formação
- AEP Internacionalização
- AEP Projetos
- Católica Porto Business School
- Cesae - Centro de Serviços e Apoio às Empresas
- EEN - Enterprise Europe Network
- Exponor Fiporto - Feira Internacional do Porto, S.A.
- Exponor Brasil
- Fundação AEP
- AEP - Gestão e Participações, S.A.

## História
Em 1838 foram publicados os estatutos da Associação Artista e Industrial da Cidade do Porto, que pretendendo agregar todos os fabricantes , manufatores e artistas residentes no distrito do Porto, nunca viriam a obter aprovação régia, não só pela debilidade do tecido industrial e da forte oposição da Associação Comercial do Porto, como por sucessivos entraves governamentais durante cerca de onze anos. A AEP foi fundada em 3 de maio de 1849 com o objectivo de desenvolver e aperfeiçoar a indústria, instruir e educar as classes laboriosas, introduzir entre nós auxílio mútuo e o melhoramento da condição dos operários e todas as vantagens legaes que a indústria possa obter d'uma tal reunião, vendo aprovados os seus estatutos três anos mais tarde, em 24 de agosto de 1852 .
Em 1852 começa a publicar o Jornal da Associação Industrial Portuense, com vincado pendor técnico e científico. No mesmo ano funda a Escola Industrial Portuense, o primeiro estabelecimento de ensino técnico em Portugal. No entanto, no seu início de atividade, a ação da AEP não se confinou a informação formação profissional, dedicando-se também a outros grandes empreendimentos que ficaram profundamente ligados à história do Porto e da indústria portuguesa. São os casos, por exemplo, do papel determinante no desenvolvimento do ideal mutualista, na criação de algumas instituições bancárias e no lançamento de feiras e exposições industriais. Em 1854, cria a Caixa de Socorros Mútuos, mais tarde designada Caixa de Crédito Portuense. No âmbito da atividade financeira, a AEP apoiou ainda a criação do Banco Aliança (o futuro Banco Totta & Açores) e de um banco hipotecário (o futuro Crédito Predial Português), ambos integrados atualmente no Banco Santander Totta. Ainda nos seus primeiros anos de existência, a AEP teve um capítulo histórico no âmbito da organização de feiras industriais, inaugurando na sua sede, em 1856, a primeira exposição permanente. Estes primeiros certames funcionaram como um excelente ensaio para a grande exposição de 1861, inaugurada no Palácio da Bolsa pelo rei D. Pedro V.

## Gestão

### Presidentes da Direcção
Lista de Presidentes da Direcção da Associação Industrial Portuense / Associação Empresarial de Portugal:
| #  | Nome                                                | Mandato       |
| -- | --------------------------------------------------- | ------------- |
| 1  | Joaquim Ribeiro de Faria Guimarães                  | 1852-1854     |
| 2  | José Frutuoso Aires de Gouveia Osório               | 1854-1855     |
| 3  | José Vitorino Damásio                               | 1855-1856     |
| 4  | José da Silva Passos                                | 1856-1858     |
| 5  | António Bernardo Ferreira                           | 1859-1867     |
| 6  | Vicente Ferreira Pacheco                            | 1868-1871     |
| 7  | Tomás António de Araújo Lobo                        | 1872-1890     |
| 8  | Jacinto da Silva Pereira da Magalhães (1.º mandato) | 1891-1893     |
| 9  | Adolfo da Cunha Pimentel                            | 1893-1895     |
| 10 | Jacinto da Silva Pereira da Magalhães (2.º mandato) | 1896-1897     |
| 11 | António Manuel Lopes Vieira de Castro               | 1897          |
| 12 | Francisco José Nogueira                             | 1897-1898     |
| 13 | Alfredo da Fonseca Meneres                          | 1898-1899     |
| 14 | Diogo José Cabral                                   | 1899          |
| 15 | António José Gomes Samagaio                         | 1899-1901     |
| 16 | António Alves Calem Júnior                          | 1901-1903     |
| 17 | António Francisco Nogueira                          | 1903-1908     |
| 18 | António da Silva Marinho                            | 1908-1910     |
| 19 | Henrique Carvalho de Assunção                       | 1910          |
| 20 | Félix Fernandes de Torres                           | 1910-1914     |
| 21 | Francisco Xavier Esteves (1.º mandato)              | 1914-1917     |
| 22 | Luís Firmino de Oliveira                            | 1917-1918     |
| 23 | Francisco Xavier Esteves (2.º mandato)              | 1919-1937     |
| 24 | Mário de Sousa Drummond Borges                      | 1937-1974     |
| 25 | Francisco de Nápoles Ferraz de Almeida e Sousa      | 1974-1982     |
| 26 | Jorge Adolfo Quintela de Almeida Ferreirinha        | 1982-1984     |
| 27 | António Luís Amorim Martins                         | 1984-1985     |
| 28 | Ângelo Ludgero da Silva Marques                     | 1985-2008     |
| 29 | José António Ferreira de Barros                     | 2008-2014     |
| 30 | José Paulo Sá Fernandes Nunes de Almeida            | 2014-2019     |
| 31 | Luís Miguel Magalhães Ribeiro                       | 2019-presente |

## COMPRO o que é nosso
A projeto da Associação Empresarial de Portugal COMPRO o que é nosso, apelando à consciência cívica de consumidores, empresários e trabalhadores, teve como principais objectivos sensibilizar os compradores para a compra de produtos produzidos em território Português, dinamizando a economia Portuguesa e tornando-a mais competitiva. Esta campanha alertou igualmente para a importância de comprar produtos Portugueses, visto que a produção industrial em Portugal emprega um número significativo de trabalhadores. O sucesso deste projeto de cidadania foi reconhecido pelo Governo da República Portuguesa, que em 2011 o transformou no programa Portugal Sou Eu.

## Condecorações
- Grau de Membro-Honorário da Ordem Civil do Mérito Agrícola e Industrial - Classe Industrial (3 de setembro de 1979)[5]
- Grau de Membro Honorário da Ordem do Infante D. Henrique (23 de janeiro de 1990)[5]
- Grau de Membro Honorário da Ordem do Mérito (29 de abril de 1999)[5]
- Grau de Membro Honorário da Ordem Militar de Cristo (4 de maio de 2024)[5]